# Großgölitz
Großgölitz ist ein Ortsteil der Stadt Bad Blankenburg im Landkreis Saalfeld-Rudolstadt in Thüringen.

## Geografie und Geologie
Groß- und Kleingölitz liegen in einer Mulde am Fuß der Kesselbergwände. Sie werden im Süden von kleineren Anhöhen von der Bundesstraße 88 abgegrenzt. Von der B 88, die von Bad Blankenburg nach Königsee führt, sind die Dörfer über Ortsverbindungsstraßen gut erreichbar. Die Muschelkalkhänge bedingen ein besonders mildes Klima. Es sind aber auch grundwasserferne Standorte. Dieses Defizit gleicht die feuchtere Vorgebirgslage mit höheren Niederschlägen aus.

## Nachbarorte
Nachbarorte sind südlich Watzdorf und Leutnitz, westlich Thälendorf und östlich Kleingölitz und die Stadt Bad Blankenburg.

## Geschichte
Die urkundliche Ersterwähnung beider Orte war am 11. Dezember 1362.
Die Ansiedlungen sollen bereits seit dem 11. oder 12. Jahrhundert bestehen. Der Weinanbau wäre schon seit dem 13. Jahrhundert erfolgt. Gleichzeitig ist wohl der Lavendelanbau eingeführt worden. Daher stammt auch das traditionelle Lavendelfest in Bad Blankenburg. Man zählt die Dörfer mit zum „Thüringer Kräutergarten“. Daher kann man die Orte als einstige Küchendörfer für die Burg Greifenstein rechnen und später für die Stadt u. a. Bis 1918 gehörten beide Orte zur Oberherrschaft des Fürstentums Schwarzburg-Rudolstadt.
Eine Kirche wurde bereits im 12. Jahrhundert erwähnt, die heutige Dorfkirche Großgölitz stammt im Wesentlichen aus dem 14. Jahrhundert.

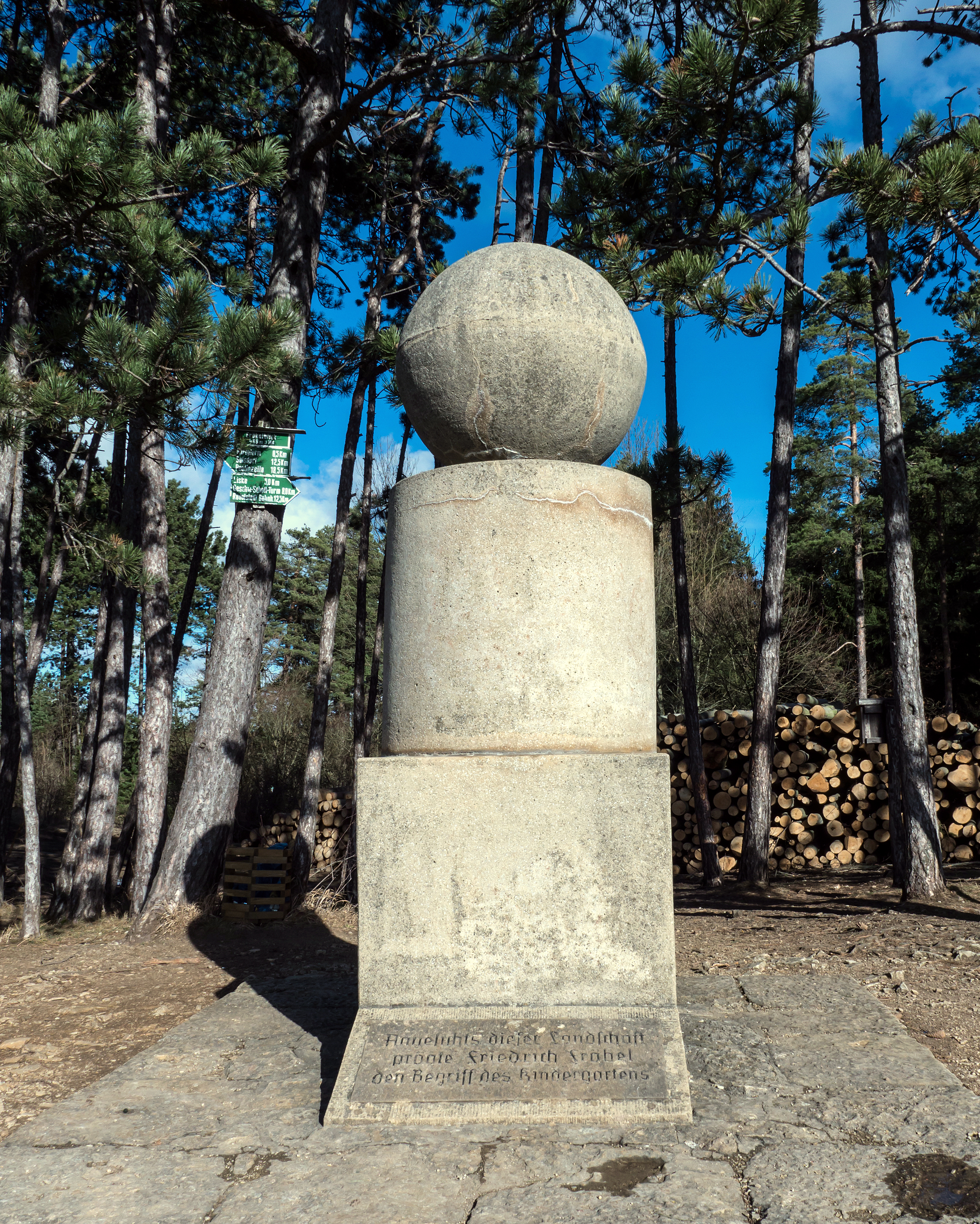
Fröbeldenkmal oberhalb vom Ort
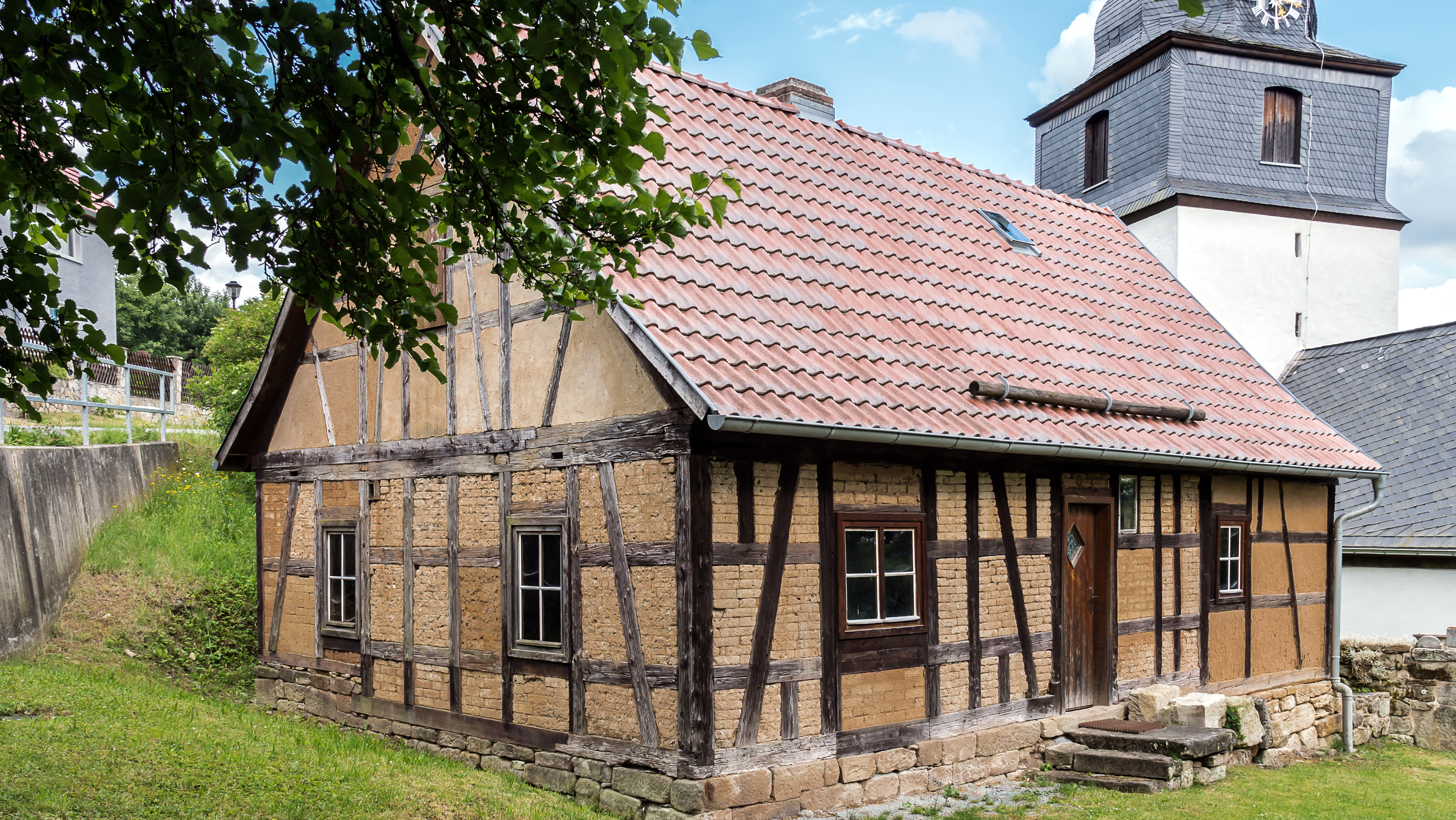
Sogenanntes Schäferhaus
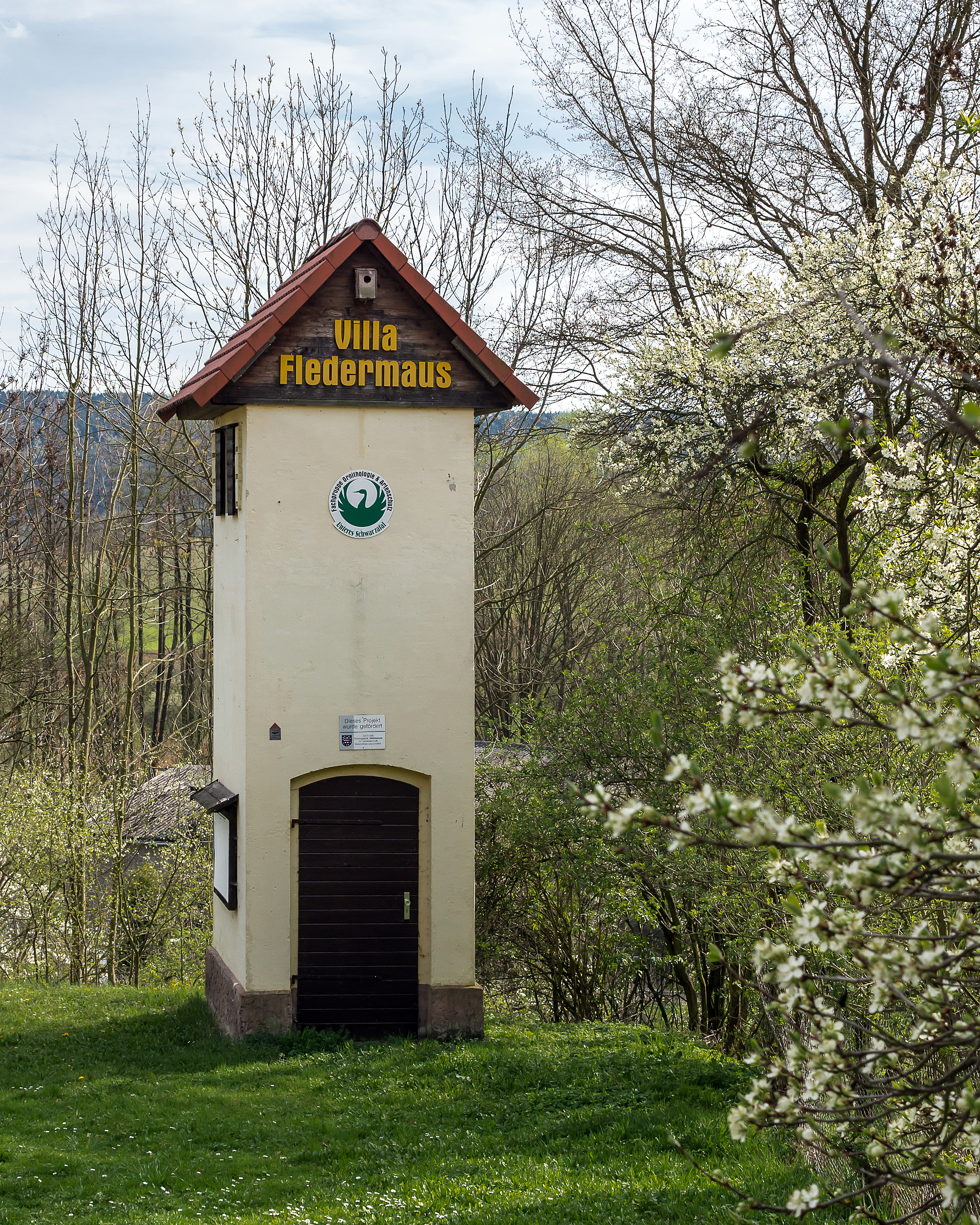
„Villa Fledermaus“ neben der Kirche
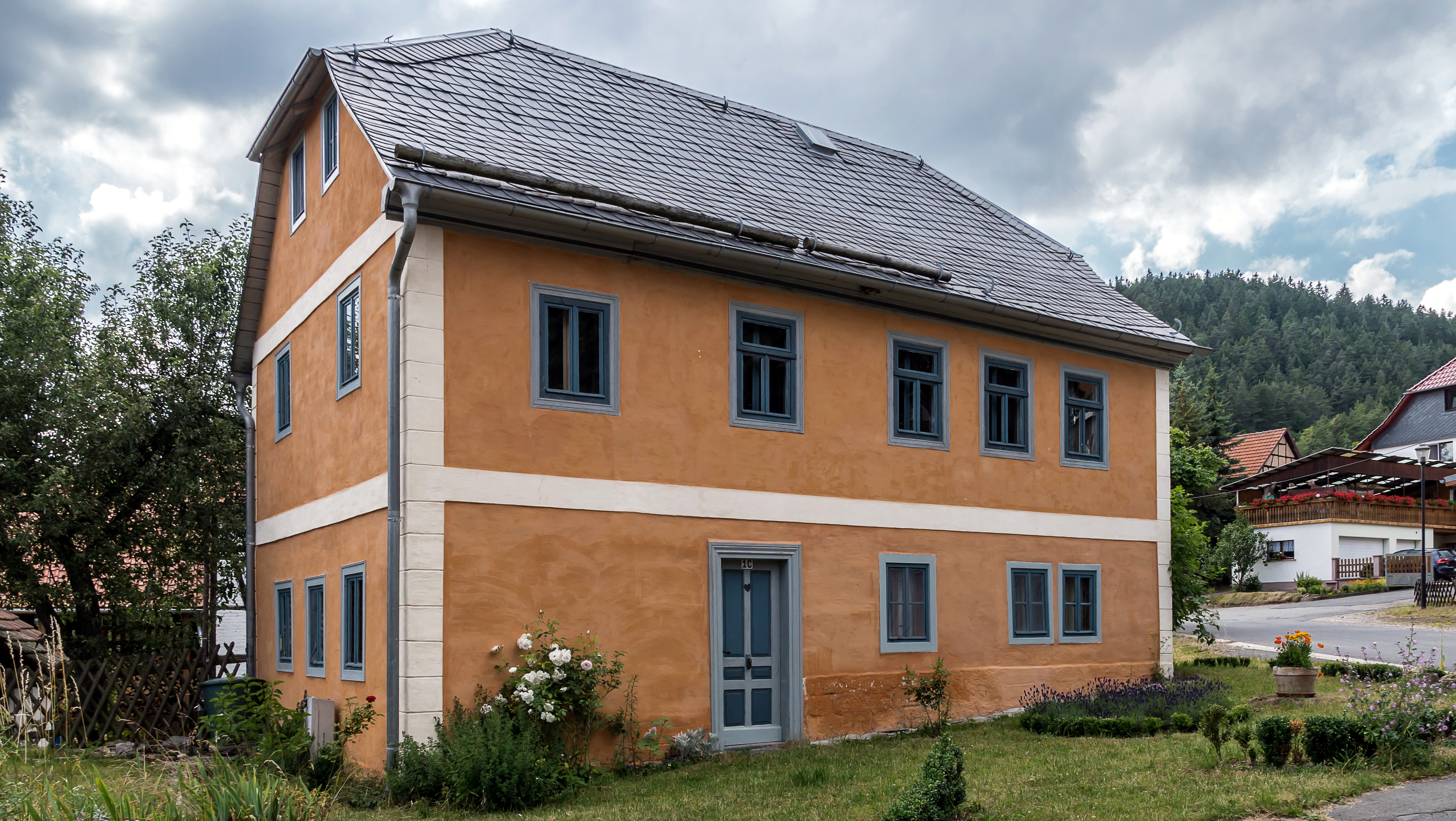
Ehemaliges Dorfgemeinschaftshaus

## Wirtschaft
Der Ort ist von jeher landwirtschaftlich und waldwirtschaftlich mit Blick auf Sonderkulturen orientiert. Es bestehen Erholungs- und Wandermöglichkeiten.